# Biegi narciarskie na Mistrzostwach Świata w Narciarstwie Klasycznym 1933
Zawody w biegach narciarskich na VII Mistrzostwach świata w narciarstwie klasycznym odbyły się w dniach 8 lutego – 12 lutego 1933 w austriackim Innsbrucku. Rozgrywano tylko biegi mężczyzn.

## Terminarz
| Data           | Miejscowość | Konkurencja                                           | Złoto                                                                                | Srebro                                                                               | Brąz                                                                                              |
| -------------- | ----------- | ----------------------------------------------------- | ------------------------------------------------------------------------------------ | ------------------------------------------------------------------------------------ | ------------------------------------------------------------------------------------------------- |
| 10 lutego 1933 | Innsbruck   | Bieg indywidualny mężczyzn na 18 km stylem klasycznym | Nils-Joel Englund                                                                    | Hjalmar Bergström                                                                    | Väinö Liikkanen                                                                                   |
| 12 lutego 1933 | Innsbruck   | Bieg indywidualny mężczyzn na 50 km stylem klasycznym | Veli Saarinen                                                                        | Sven Utterström                                                                      | Hjalmar Bergström                                                                                 |
| 12 lutego 1933 | Innsbruck   | Bieg sztafetowy mężczyzn stylem klasycznym            | Szwecja · Per-Erik Hedlund · Sven Utterström · Nils-Joel Englund · Hjalmar Bergström | Czechosłowacja I · František Šimůnek · Vladimír Novák · Antonín Bartoň · Cyril Musil | Republika Austriacka · Hugo Gstrein · Hermann Gadner · Balthasar Niederkofler · Harald Paumgarten |

## Wyniki zawodów

### 18 km techniką klasyczną
- Data 10 lutego 1933

| Medal | Zawodnik                  | Narodowość       | Wynik   |
| ----- | ------------------------- | ---------------- | ------- |
|       | Nils-Joel Englund         | Szwecja          | 1:02:11 |
|       | Hjalmar Bergström         | Szwecja          | 1:02:40 |
|       | Väinö Liikkanen           | Finlandia        | 1:02:47 |
| 4     | Veli Saarinen             | Finlandia        | 1:03:09 |
| 5     | Sven Utterström           | Szwecja          | 1:03:11 |
| 6     | Friedl Däuber             | Rzesza Niemiecka | 1:05:55 |
| 7     | Enrico Colli              | Włochy           | 1:06:16 |
| 8     | Franz Häckel              | Czechosłowacja   | 1:06:27 |
| 9     | Vincenzo Colli            | Włochy           | 1:06:43 |
| 10    | Josef Německý             | Czechosłowacja   | 1:06:53 |
| ...   |                           |                  |         |
| 31    | Bronisław Czech           | Polska           | 1:10:08 |
| 32    | Stanisław Marusarz        | Polska           | 1:10:13 |
| 78    | Jan Marusarz              | Polska           | 1:15:43 |
| 92    | Jan Legierski             | Polska           | 1:19:26 |
| 98    | Stanisław Skupień         | Polska           | 1:20:01 |
| 100   | Władysław Berych          | Polska           | 1:20:19 |
| 109   | Izydor Gąsienica-Łuszczek | Polska           | 1:22:56 |

### 50 km techniką klasyczną
- Data 12 lutego 1933

| Medal | Zawodnik          | Narodowość     | Wynik   |
| ----- | ----------------- | -------------- | ------- |
|       | Veli Saarinen     | Finlandia      | 4:13:49 |
|       | Sven Utterström   | Szwecja        | 4:14:31 |
|       | Hjalmar Bergström | Szwecja        | 4:17:06 |
| 4     | Väinö Liikkanen   | Finlandia      | 4:23:14 |
| 5     | John Persson      | Szwecja        | 4:25:07 |
| 6     | Per-Erik Hedlund  | Szwecja        | 4:28:09 |
| 7     | Nils-Joel Englund | Szwecja        | 4:28:35 |
| 8     | Vladimír Novák    | Czechosłowacja | 4:32:15 |
| 9     | Cyril Musil       | Czechosłowacja | 4:33:12 |
| 10    | Jan Cífka         | Czechosłowacja | 4:38:27 |

### Sztafeta 4×10km
- Data 12 lutego 1933

| Medal | Zawodnik                                                             | Reprezentacja        | Wynik     |
| ----- | -------------------------------------------------------------------- | -------------------- | --------- |
|       | Per-Erik Hedlund Sven Utterström Nils-Joel Englund Hjalmar Bergström | Szwecja              | 2:49:00,4 |
|       | František Šimůnek Vladimír Novák Antonín Bartoň Cyril Musil          | Czechosłowacja I     | 2:57:34,4 |
|       | Hugo Gstrein Hermann Gadner Balthasar Niederkofler Harald Paumgarten | Republika Austriacka | 2:57:51,4 |
| 4     | Walter Motz Wilhelm Bogner Josef Ponn Herbert Leupold                | Rzesza Niemiecka     | 2:58:00,0 |
| 5     | Frederico De Zulian Elia Veurich Sisto Scilligo Severino Menardi     | Włochy               | 3:01:28,2 |
| 6     | Franz Lauer Franz Kraus Alois Horn Franz Semptner                    | Czechosłowacja II    | 3:08:24,4 |
| 7     | Władysław Berych Andrzej Marusarz Bronisław Czech Stanisław Skupień  | Polska               | 3:14:17,8 |
| 8     | Stane Bervar Janko Smolej Joško Janša Tomaz Godec                    | Jugosławia           | 3:19:43,6 |

## Klasyfikacja medalowa dla konkurencji biegowych MŚ
| #  | Reprezentacja        | Złoto | Srebro | Brąz | Razem |
| -- | -------------------- | ----- | ------ | ---- | ----- |
| 1. | Szwecja              | 2     | 2      | 1    | 5     |
| 2. | Finlandia            | 1     | 0      | 1    | 2     |
| 3. | Czechosłowacja       | 0     | 1      | 0    | 1     |
| 4. | Republika Austriacka | 0     | 0      | 1    | 1     |